# Irene Schori
Irene Schori (Zürich, 4 december 1983) is een curlingspeler uit Zwitserland. Ze speelt als alternate.

Met het Zwitsers gemengddubbel curlingteam samen met Toni Müller werd Schori in 2008 en 2009 wereldkampioen.
Op de Olympische Winterspelen van 2010 nam Schori deel met het Zwitsers team, waar ze vierde werd.
In 2014 werd ze met het Zwitsers vrouwenteam wereldkampioen.